# Thermobarisch wapen
Een thermobarisch wapen, ook wel een vacuümbom genoemd, is een conventioneel explosief dat tijdens de explosie gebruikmaakt van de zuurstof in de lucht als oxidator.

## Werking
Een vacuümbom is een tweetrapswapen en bevat twee explosieve ladingen. In de eerste fase, bij de inslag, verspreidt de bom een fijne nevel (gaswolk) van licht ontvlambare aerosols bestaande uit nano-thermiet, een mengsel van een metaalpoeder en een fijn verdeeld metaaloxide. Die nevel verspreidt zich razendsnel rondom hindernissen en dringt overal binnen. Een fractie van een seconde later detoneert een tweede lading de gaswolk (als reductor), waardoor een gigantische vuurbal, met temperaturen tot 3000° Celsius, en een langdurige drukgolf ontstaan. De vuurbal (thermische golf) zuigt alle zuurstof in de nabijheid op waardoor een sterke onderdruk ontstaat. Dit brengt met zich mee dat het wapen sterker is dan een gewoon explosief van vergelijkbare grootte. De thermobarische bom zuigt ook de lucht uit de longen van levende wezens die zich vlak bij de explosie bevinden, met de dood tot gevolg.
Thermobarische wapens zijn vooral effectief in relatief gesloten gebieden zoals steden, tunnels, grotten en gebouwen zoals bunkers. De vacuümbom is veel minder effectief op grote hoogte, onder water, in open terrein of bij stormachtig weer.

## Thermobarische wapens in gebruik
Rusland

Rusland heeft verschillende thermobarische wapens tot zijn beschikking, zoals:
- De  vader van alle bommen
- TOS-1 (meervoudige raketwerper)

 Verenigde Staten
- AGM-68D (kruisvluchtwapen)
- AGM-114M (lucht-grondraket voor de MQ-1 Predator)
- BLU-118B (geleide bom)

 Verenigd Koninkrijk

In juni 2008 gaf het Verenigd Koninkrijk toe thermobarische bommen gebruikt te hebben in Afghanistan.